# 당진해양관광공사
당진항만관광공사는 해군으로부터 퇴역함정 2척과 해군·해병 관련 장비 등을 무상대여받아 함상공원을 조성하여 교육과학기술부로부터 과학기술진흥금과 지방자치단체의 지원으로 해양테마과학관을 건립 운영 중인 지방공기업이다. 충청남도 당진시 신평면 삽교천3길 79에 위치하고 있다.

## 설립 목적
- 해군의 퇴역함정을 활용한 “동양 최초 군함 테마공원”을 조성하여 바다와 대한민국 해군, 해병대 및 군함 체험과 이해 지원
- 대국민 호국정신 함양을 위한 안보관광 전시
- 해양어족·생태과학관 탐구 및 화석 광물 전시

## 운영 주체
- 출자 : 당진군 + 민간 공동투자
- 운영 : 당진항만관광공사

## 연혁
- 1998년 11월	   공원 조성 정책 입안 및 발표(충청남도)
- 1998년 12월	   당진군 유치 신청(도내 6개 시군 신청)
- 1999년 4월	   당진군 삽교호 관광지로 확정
- 1999년 5월	   입지선정 및 정박방법 기본설계
- 2000년 9월	   상륙함 거치
- 2000년 10월	   구축함 거치
- 2001년 8월	   부대 건물 착공
- 2002년 4월 17일 (주)삽교호 함상공원 개관
- 2010년 10월 1일 당진해양관광공사 출범
- 2010년 12월 13일 해양테마과학관 개관
- 2014년 3월 10일 당진항만관광공사로 재출범.

## 조직
- 경영지원팀
- 시설관리팀
- 영업팀

## 같이 보기
- 대한민국의 공공기관
- 대한민국의 공공기관 목록 (주무부처별)
- 대한민국의 공공기관 목록 (지방자치단체별)